# Bataille du Kef (1694)
Pour les articles homonymes, voir Bataille du Kef.
Guerre algéro-tunisienne de 1694
Batailles
Siège de Tunis (1694)
La bataille du Kef en 1694 oppose la régence d'Alger, dirigée alors par le dey Hadj Chabane, à la régence de Tunis, dirigée par le bey Mohammed El Mouradi.

## Déroulement
À la suite de l'alliance de Mohamed Bey El Mouradi avec le Maroc, Hadj Chabane, appuyé par les Tripolitains décide de le châtier et refuse le tribut qu'il lui offre en signe de soumission. Les deux armées se rencontrent au Kef le 24 juin 1694. Mohamed Bey El Mouradi attaque le même jour les Turcs et se fait battre, puis lance une nouvelle attaque le lendemain sans plus de succès. Le 26 juin, Chabane prend l'offensive et force les lignes de l'ennemi puis le poursuit jusqu'à Tunis, dont il s'empare. 
Après avoir reçu l'hommage de tout le pays, le vainqueur rentre à Alger le 16 février 1695, traînant à sa suite les canons conquis, 120 mules chargées d'or et d'argent et une grande quantité d'esclaves,.

## Conséquences
Mohamed Bey El Mouradi fuit à Chios sur un navire de Marseille ou doit s'exiler dans le Sahara et se voit remplacé par Ibn Choukr.